# Pompey
Pompey é uma comuna francesa na região administrativa de Grande Leste, no departamento de Meurthe-et-Moselle. Estende-se por uma área de 8,13 km². Em 2010 a comuna tinha 4 927 habitantes (densidade: 606 hab./km²).